# Прикладная лингвистика
Прикладна́я лингви́стика (прикладное языкознание) — наряду с теоретической лингвистикой является частью науки, занимающейся языком. Специализируется на решении практических задач, связанных с изучением языка, а также на практическом использовании лингвистической теории в других областях.

## Различия между европейской и англосаксонской традицией
Как самостоятельная дисциплина со своим аппаратом и терминологией, прикладная лингвистика наиболее распространена в англоязычных странах и азиатско-тихоокеанском регионе, при этом по смыслу она почти целиком совпадает с лингводидактикой, с некоторым привлечением корпусной лингвистики. Такие сферы, как переводоведение, компьютерная лингвистика, лингвистическая экспертиза, в англоязычных странах обычно рассматриваются как дисциплины, отдельные от прикладной лингвистики.
Существенным фактором для европейско-российской традиции является широкое проникновение методов и терминологии теоретической лингвистики, тогда как в англоязычном мире теоретическая и прикладная лингвистика имеют во многом различный терминологический аппарат.

## Компоненты и направления
Основные направления прикладной лингвистики, связанные с изучением языка:
- лексикография — теория и практика составления словарей;
- лингводидактика — разработка методик обучения иностранному языку;
- усвоение второго языка — изучение процесса усвоения языка (в отличие от лингводидактики — с точки зрения обучаемого);
- терминоведение — упорядочение и стандартизация научно-технической терминологии;
- переводоведение — теория перевода;

- юридическая лингвистика - причины и способы предотвращения конфликтов, методическое обеспечение проведения судебных лингвистических экспертиз.

Основные направления прикладной лингвистики (англ. applied linguistics), связанные с практическими приложениями:
- Компьютерная лингвистика (англ. computational linguistics):
  - Машинный перевод
  - Автоматическое распознавание символов (англ. OCR)
  - Автоматическое распознавание речи (англ. ASR)
  - Автоматическое извлечение данных (англ. Data Mining)
  - Информационный поиск
    - Извлечение информации

  - Автоматическое реферирование текстов
  - Построение систем управления знаниями
  - Создание электронных словарей, тезаурусов, онтологий
  - Корпусная лингвистика, создание и использование электронных корпусов текстов
- Лингвистическая экспертиза (например, в судебной практике)
- наука об упорядочении и стандартизации научно-технической терминологии

Крупнейшей в России конференцией по прикладной лингвистике является Диалог.

## Оформление публикаций
Поскольку в англоязычных странах прикладная лингвистика рассматривается как раздел педагогики, публикации в её сфере следуют стилю АПА, а не принятому у большинства лингвистов стилю LSA (подробнее см. Стили цитирования).

## Известные исследователи
- Дёрнеи, Золтан
- Крашен, Стивен
- Ричардс, Джек